# 膳部
膳部（かしわでべ）とは、食事をつかさどった職業部(品部)。朝廷や皇族の宮で、御食(みけ)の調理に従事した。

## 概要
地方豪族が大和政権への服属の証拠として、贄を納め、一族を「膳夫(かしわで)」として奉仕させたことが原型である。
「膳」を「かしわで」と読んだ理由としては、食物は古くは、柏の葉などの木の葉にもって食べていたから、あるいは、供応・酒宴などでは柏手を打って膳を催促したから、と言われている。「膳」は食器の一種で、直接食物を乗せるものでしかなかったが、食器の普及により、料理を盛ることはなくなった。食事の内容が干物や蒸し物から、徐々に煮物、焼き物、刺身など多種多様になったこととも関連している。
「膳夫」の長官を「膳臣」と言い、『日本書紀』・『高橋氏文』によると、大彦命の孫、磐鹿六鴈(いわかむつかり)命が、景行天皇53年10月の東国巡幸の際に供膳の功績で、「膳臣(かしわでのおみ)」の姓と「膳大伴部」を賜った、となっている。武蔵国造や安房国造の名前に「膳大伴部」・「膳大伴直」が現れており、「膳臣」の若狭国造も存在した。これらの集団は、海産物を掌握する、阿曇連配下の海部(あまべ)とともに、大王(天皇)への食料供給を担当した。養老令制でも、膳部が品部として所属し、宮内省大膳職が160人、内膳職が40人、東宮主膳監が60人とある。このほか、大神社にも膳夫が設置されている。
天武天皇13年(684年)11月1日条には、膳氏は「朝臣」の姓を与えられたとある。膳朝臣はのちに氏名を「高橋」に改めた。平安時代には、高橋氏と安曇氏が膳部を担当し、内膳司長官の奉膳職を世襲した。